# بربس
بربس (اندونزیایی: Brebes) شهری در استان جاوه مرکزی کشور اندونزی است. جمعیت این شهر بر اساس سرشماری سال ۱۹۹۰ میلادی، ۸۳٫۰۲۶ نفر و بر اساس سرشماری سال ۲۰۰۰ میلادی، ۱۴۴٫۸۶۴ بوده که در سال ۲۰۰۷ میلادی به ۲۰۷٫۱۱۱ نفر افزایش یافته‌است.